# Motobil
Motobil war ein deutscher Hersteller von Automobilen.

## Unternehmensgeschichte
Das Unternehmen aus Schleußig begann 1921 unter Leitung von Walter Loebel mit der Produktion von Automobilen. Der Markenname lautete Motobil. Etwa 1925 endete die Produktion.

## Fahrzeuge
Das Unternehmen stellte Kleinwagen her.